# Rhein (Anthranoid)
Rhein (Aussprache: Rhe-in) ist eine chemische Verbindung aus der Gruppe der Anthranoide, welche auf dem Polyketid-Weg gebildet wird.

## Vorkommen
Rhein kommt sowohl frei als auch in Form von β-D-Glucosiden sowie dimer (Sennoside) in Wurzeln von Rheum palmatum (Arznei-Rhabarber) und des Wiesen-Sauerampfers sowie in Senna alexandrina (Sennesblätter) vor.

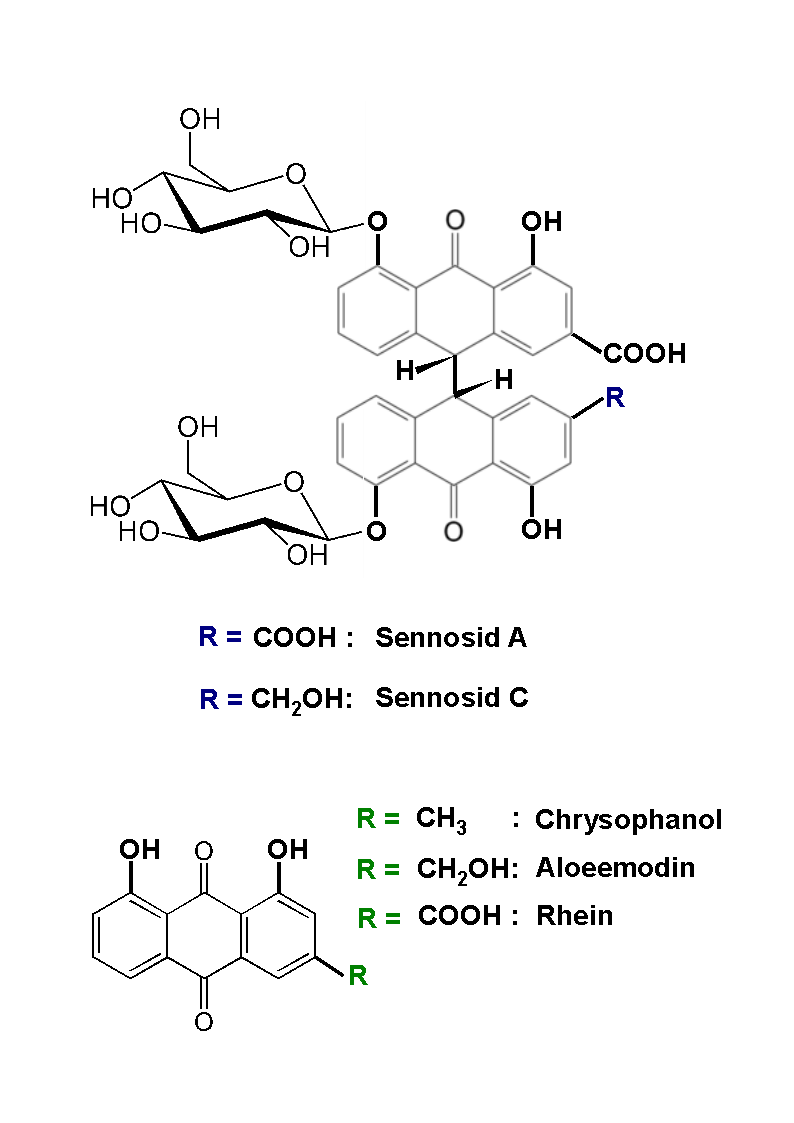
Pflanzliche Anthrachinonderivate

## Verwendung
Insbesondere das Rhein-1,8-diacetat wird als Laxans und Antiphlogistikum zur Behandlung von Arthritis genutzt.